# Kolar (priimek)
Kolar je 24. najbolj pogost priimek v Sloveniji, ki ga je po podatkih Statističnega urada RS na dan 31. decembra 2007  uporabljalo 2.848 oseb, na dan 1. januarja 2010 pa prav tako 2.848 oseb.

## Znani slovenski nosilci priimka
- Alenka Kolar, dr., vodja Direktorata za digitalizacijo v zdravstvu
- Ana Nuša Kolar >> Nuša Kolar
- Anton Kolar (1915—?), prevajalec
- Anton Kolar (1942—2021, Weimar), skladatelj in dirigent
- Anton Kolar (*1953), veteran vojne za Slovenijo
- Anton Kolar (1946—2015), duhovnik, kulturni organizator, letalec
- Bogdan Kolar (*1954), salezijanec, cerkveni zgodovinar, univ. profesor
- Boris Kolar (*1960), biolog, ekolog, pisatelj
- Branko Kolar, vodja akvarija/terarija Maribor (od 1990)
- Breda Kolar Sluga (*1968), umetnostna zgodovinarka, galeristka
- Drago Kolar (1932—2000), kemik, strokovnjak za keramiko (raziskovalec IJS)
- Edvard Kolar (*1970), gimnastični tener, kineziolog/biomehanik, športni funkcionar
- Franci Kolar (1923—1980?), politični delavec
- Franci Kolar, slikar samouk (tehnika enkavstike)
- Franjo Kolar, izdelovalec mozaikov
- Gašper Kolar (*1937), jadralni letalec (poklicni pilot)
- Gašper Kolar, harmonikar
- Gorazd Kolar (*1934), zdravnik oftalmolog, prof. MF
- Ivan Kolar (1896—1974), Preporodovec
- Ivo (Ivan) Kolar (*1939), ljubiteljski slikar (Ptuj)
- Iztok Kolar, ekonomist
- Jana Kolar (*1964), kemičarka, konservatorka knjig (strokovnjakinja za zaščito papirja), direktorica NUK
- Jože Kolar (1924—1991), gradbenik, hidrotehnik
- Jože Kolar (*1942), kipar samouk (st.?/ml.)
- Katarina Kolar, plesalka
- Katja Kolar, biotehnologinja (Freiburg)
- Kazimir Kolar, pisatelj
- Marjan Kolar (1933—2017), novinar, pisatelj
- Matej Kolar (*1969), matematik
- Mateja Prem Kolar, klasična harmonikarka, glasbena pedagoginja
- Milojka Kolar Celarc (*1951), ekonomistka, menedžerka in političarka
- Mitja Kolar, kemik
- Nastja Kolar (*1994), tenisačica
- Nataša Kolar (*1961), zgodovinarka, kustosinja
- Nuša Kolar (1926—2017), pedagoginja
- Olga Kolar, slikarka amaterka
- Olga (Korenjak) Kolar (1903—1999), operna pevka
- Patrik Kolar (1967—2024), kemik (pri Evropski komisiji, dr. 1995)
- Peter Kolar (1855—1908), prekmurski duhovnik, pisatelj in prevajalec
- Roman Kolar, mednarodni košarkarski sodnik
- Simon Kolar (*1966), izdelovalec orgel
- Stane Kolar, dr. -
- Tadeja Kolar, kardiokirurginja
- Tea Kolar Jurkovšek (*1954), geologinja
- Tim Kolar, kajakaš
- Tomaž Kolar (*1968), ekonomist
- Vesna Kolar (*1986), zdravnica
- Vida Manfreda Kolar (*1969), didaktičarka matematike
- Viljem Kolar, podjetnik, letalec (Predsednik Letalskega centra Maribor)
- Vilko Kolar - Domen (1911—?), pedagog, šolnik, partizan, diplomat, publicist

## Znani tuji nosilci priimka (pogosta češka oblika Kolář, slovaška in madž. Kollár)
- Barbara Kolar (*1970), hrvaška TV-voditeljica (HRT) in radijska DJ-ka
- Běla Kolářová (1923—2010), češka umetnica in fotografinja
- Boris Kolar (*1933), hrvaški filmski režiser, animator, scenarist, karikaturist, ilustrator in scenograf
- Boris Kollár (*1965), slovaški podjetnik in politik
- Čedomir Kolar (*1954), hrvaško-francoski filmski producent (živi tudi v Slov.)
- Daniel Kolář (*1985), češki nogometaš
- Daniela Kolářová (*1946), češka igralka
- Gabrijela (Gabriela) Kolar (1924—2014), hrvaška kiparka
- Ján Kollár /Jan Kolář (1793—1852), slovaško-češki pastor, pesnik, arheolog, znanstvenik in politik-panslavist
- Jan Kolář (1868—1958), češki gradbenik, konstruktor mostov, visokošolski profesor
- Jan Kolář (1920—1998), češki kipar in restavrator
- Jan Kolář (*1936), češki popularizator znanosti, astronom in konstruktor teleskopov
- Jan Kolář  (*1944), češki kartograf in ravnatelj češkega vesoljskega urada
- Jan Kolář (*1981 in *1986), češka hokejista
- János Kollár (*1956), madžarsko-ameriški matematik
- Jasna Merdan-Kolar (*1956), bosenskohercegovsko-avstrijska rokometašica
- Jiří Kolář (1914—2002), češki književnik in slikar
- Josef Jiří Kolár (1812—1896), češki igralec in gledališčnik
- Josip Kolar (1923—2009), hrvaški politik
- Jovanka Jovanović-Kolar (1921—1999), hrvaška kemijska inženierka
- Katarina Kolar (*1989), hrvaška nogometašica
- Kristina Kolar (*1976), hrvaška pevka, sopranistka
- Marko Kolar (*1995), hrvaški nogometaš
- Martin Kollár (*1971), slovaški fotograf in cineast
- Maša Kolar (*1973), hrvaška plesalka, koreografka in plesna pedagoginja
- Mira Kolar-Dimitrijević (*1933), hrvaška zgodovinarka
- Ondřej Kolář (*1994), češki nogometaš
- Petr Kolář (*1962), češki diplomat in politik
- Robert Kolar (*1969), hrvaški operni pevec, baritonist
- Slavko (Vjekoslav) Kolar (1891—1963), hrvaški pisatelj in filmski scenarist
- Stanislav Kolář (1912—2003), češki (češkoslovaški) namiznoteniški igralec
- Victor Kolar (1888—1957), madžarsko-ameriški skladatelj in dirigent
- Viktor Kolář (*1941), češki fotograf
- Vladimir Kolar (1923—Gorjuše/Bohinj, 1981), hrvaški novinar in publicist
- Walter William Kolar (1922—2016), hrvaško-ameriški folklorist, tamburaš
- Zdeněk Kolář (*1996), češki tenisač
- Zdenko Kolar (*1956), srbski rokovski bas-kitarist